# Paulo Rodrigues
Paulo Rodrigues da Silva, conosciuto semplicemente come Paulo Rodrigues (10 novembre 1986 – Bohutín, 3 gennaio 2012), è stato un calciatore brasiliano, di ruolo attaccante.

## Biografia
È morto a Bohutín, in Repubblica Ceca nel 2012 all'età di 25 anni a causa di un incidente stradale, occorsogli mentre militava nelle file del Viktoria Plzeň.